# Eine echte “Q”
Eine echte “Q” (Originaltitel: True Q) ist die sechste Folge der sechsten Staffel der US-amerikanischen Science-Fiction-Fernsehserie Raumschiff Enterprise – Das nächste Jahrhundert. Sie wurde in den Vereinigten Staaten über Syndication vermarktet und erstmals am 26. Oktober 1992 auf verschiedenen Fernsehsendern ausgestrahlt. In Deutschland war sie zum ersten Mal am 25. Mai 1994 in einer synchronisierten Fassung auf Sat.1 zu sehen.

## Handlung
Im Jahr 2369 bei Sternzeit 46192.3 fliegt die Enterprise zur Sternenbasis 112, um Hilfsgüter für den Planeten Tagra IV aufzunehmen, der durch eine ökologische Katastrophe verwüstet ist. Außerdem kommt die junge Frau Amanda Rodgers an Bord, die aus hunderten Bewerbern ausgesucht wurde, um ein Praktikum auf der Enterprise zu absolvieren. Der erste Offizier Will Riker zeigt Amanda ihr Quartier. Sie ist überwältigt von der Größe und meint, bei einem solchen Quartier hätte sie ihre Hunde mit aufs Schiff bringen können. Als sie allein ist, erscheinen plötzlich mehrere Hunde, doch sie erklärt ihnen, dass sie gehen müssten, und sie verschwinden wieder.
In der Krankenstation führt sie ein Gespräch mit Schiffsärztin Beverly Crusher. Sie erklärt, dass sie bei Adoptiveltern aufgewachsen ist, da ihre leiblichen Eltern getötet wurden, als sie noch sehr jung war. Dr. Crusher wird dadurch an ihren Mann Jack erinnert, der auch getötet wurde, als ihr Sohn Wesley noch klein war. Amanda testet einige Tricorder und als sie fertig ist, bringt sie sie zu Chefingenieur La Forge in einen Frachtraum. Kurz darauf trifft auch Riker ein. Plötzlich fällt ein Container aus einem Regal und droht Riker zu erschlagen. Unbemerkt von den anderen kann Amanda seine Flugbahn ablenken und er fällt daneben. Anschließend führt La Forge sie durch den Maschinenraum. Aus unerfindlichen Gründen kommt es plötzlich zu einem Warpkern-Bruch, der das gesamte Schiff zu zerstören droht. Die Explosion ist schon im Gange, da gelingt es Amanda, sie mit einigen Handbewegungen wieder rückgängig zu machen. Dieses Mal wird ihr Handeln bemerkt.
Die Führungsoffiziere besprechen die Situation und finden keine Erklärung für die seltsamen Vorfälle. Plötzlich erscheint das mächtige Wesen Q, mit dem die Mannschaft der Enterprise schon einige Male zu tun hatte. Q erklärt, er sei für den Warpkern-Bruch verantwortlich, denn er wollte Amanda testen. Ihre leiblichen Eltern waren Q, die das Q-Kontinuum verlassen haben, um in menschlicher Form auf der Erde zu leben. Da es Anzeichen gab, dass Amanda ihre Fähigkeiten geerbt hat und diese nun langsam erwachen, haben die Q beschlossen, sie zu beobachten, denn wenn sie ihre Kräfte nicht kontrollieren kann, könnte sie leicht die ganze Galaxie in Gefahr bringen. Picard und seine Leute sind skeptisch, dass Q nur das Beste für Amanda im Sinn hat, doch sie informieren sie über die Situation und stellen ihr Q vor. Der will sie umgehend ins Kontinuum mitnehmen, doch Amanda besteht darauf, ihre Möglichkeiten gründlich zu überdenken.
Q und Amanda treffen sich erneut. Dieses Mal geht er etwas behutsamer vor und versucht sie von den Vorzügen des Kontinuums zu überzeugen. Er erklärt, ihr würden unbegrenzte Kräfte zur Verfügung stehen und sie könnte sich alle ihre Wünsche erfüllen. Sie denkt darüber nach und sucht Dr. Crushers Rat, denn ihr würde sich die Möglichkeit bieten, ihre Eltern wieder zum Leben zu erwecken.
Unterdessen trifft eine Nachricht von Tagra IV ein. Ein Reaktor, der die Filter betreibt, mit denen die vergiftete Atmosphäre gereinigt wird, hat Probleme. Chefingenieur La Forge hilft bei der Reparatur. Der zweite Offizier Data recherchiert derweil zu den Todesumständen von Amandas leiblichen Eltern. Er findet heraus, dass ihr Haus in Kansas durch einen Tornado zerstört wurde, was äußerst ungewöhnlich ist, seit die Erde ein Wetterkontrollsystem besitzt.
Q drängt Amanda dazu, ihre Kräfte zu benutzen. Zuerst beschleunigt sie ein Experiment, muss aber feststellen, dass es dadurch unbrauchbar geworden ist. Dann verwandelt Q Dr. Crusher in einen Hund, was Amanda wieder rückgängig macht. Anschließend teleportieren sich Q und Amanda in verschiedene Teile der Enterprise. Schließlich lässt er sie eine Weile in Ruhe. Sie geht in die Bar „Zehn Vorne“. Dort trifft sie wieder auf Riker. Sie hat sich ein wenig in ihn verliebt, muss aber nun sehen, wie er mit einer anderen Frau flirtet. Sie teleportiert sich daraufhin mit ihm in eine Nachbildung einer Szenerie aus dem 19. Jahrhundert, wo sie hofft, einige romantische Augenblicke mit ihm verbringen zu können, doch sie erkennt schnell, dass dies hier nicht richtig ist.
Picard konfrontiert Q mit Datas Erkenntnissen und Q gesteht, dass der Tornado nicht natürlich entstanden ist, sondern dass Amandas Eltern vom Q-Kontinuum getötet wurden, da sie sich dessen Regeln widersetzt hatten. Sein Auftrag besteht nicht nur darin, Amanda zu helfen. Er soll auch herausfinden, ob sie eine echte Q oder eine Art Hybrid ist. Sollte sie sich gegen das Kontinuum entscheiden, müsse er sie töten, denn Wesen mit unbegrenzten Kräften könnten außerhalb des Kontinuums nicht akzeptiert werden. Picard informiert Amanda über seine Unterredung mit Q. Q bietet ihr schließlich eine Wahl an: Sie könne dem Kontinuum beitreten oder weiter als Mensch leben, doch dann müsste sie für immer darauf verzichten, ihre Kräfte einzusetzen. Er warnt sie, dass ihre Eltern die gleiche Wahl hatten, aber letztlich gescheitert sind.
Amanda entscheidet sich für ein Leben als Mensch, doch es dauert nicht lange, da wird sie vor eine schwere Prüfung gestellt. Die Schäden an dem Reaktor auf Tagra IV erweisen als schlimmer als erwartet. Q versichert, dieses Mal unschuldig zu sein. Schließlich verschwindet die Fehlfunktion von selbst und zusätzlich wird die Atmosphäre des Planeten innerhalb von Sekunden von allen Giftstoffen gereinigt. Verantwortlich hierfür ist Amanda, die es nicht verantworten kann, die Bewohner von Tagra IV einfach sterben zu lassen. Sie entsagt ihrer Menschlichkeit und entscheidet sich letztlich doch dafür, dem Q-Kontinuum beizutreten.

## Verbindungen zu anderen Star-Trek-Produktionen
Eine echte “Q” enthält Verweise auf mehrere frühere Folgen der Serie:
- Qs Prozess gegen die Menschheit aus dem Pilotfilm Der Mächtige / Mission Farpoint von 1987 wird kurz erwähnt. Mit seiner vagen Aussage, dass die Geschworenen immer noch beraten würden, deutet Q an, dass der Prozess noch nicht abgeschlossen sei. Tatsächlich wird er in der finalen Doppelfolge Gestern, heute, morgen von 1994 und in der zweiten Staffel von Star Trek: Picard aus dem Jahr 2022 wieder aufgenommen.
- In Folge 1.10 (Rikers Versuchung) wurde bereits Will Riker ähnlich wie Amanda Rodgers vor die Wahl gestellt, Q-Kräfte einsetzen zu können – unter der Bedingung, dafür dem Kontinuum beizutreten.

Einige Elemente aus dieser Folge wurden in späteren Star-Trek-Produktionen wieder aufgegriffen:
- Amanda Rodgers ist das erste Kind, das von Q-Eltern gezeugt wurde – allerdings erst, nachdem diese das Kontinuum verlassen haben. In Folge 3.11 (Die "Q"-Krise) von Star Trek: Raumschiff Voyager aus dem Jahr 1996 wird schließlich auch ein Kind innerhalb des Kontinuums gezeugt.
- Der Planet Tagra IV ist in mehreren Folgen von Star Trek: Picard auf Sternenkarten eingezeichnet.

## Produktion

### Drehbuch
Die Idee zu dieser Folge geht zurück auf einen unverlangt eingesendeten Drehbuchentwurf des erst 17-jährigen Matthew Corey. Dieser Entwurf enthielt mehrere Elemente, die letztlich nicht verwendet wurden, darunter die Anwesenheit von Wesley Crusher, ein jugendlicher männlicher Gastdarsteller (über den Jeri Taylor spekulierte, dass Corey ihn selbst spielen wollte), eine Liebesgeschichte unter Jugendlichen und eine ungewollte Schwangerschaft. René Echevarria mochte Coreys Geschichte, übernahm daraus aber nur die Idee, dass eine Figur unerwartet Q-Kräfte bekommt. Aus der zentralen Figur der Geschichte machte er eine junge Frau. Sie erinnerte ihn an die Hauptfigur der Serie Verliebt in eine Hexe. Er wollte die Figur daher als scherzhaften Verweis ursprünglich Samantha nennen, doch Rick Berman bestand auf einer Namensänderung. Mit der Figur Q tat sich Echevarria schwer. Er hatte nie zuvor eine Q-Geschichte geschrieben und konnte sich für die Figur nicht so sehr begeistern wie für andere Elemente der Serie. Michael Piller nahm einige inhaltliche Ergänzungen am Drehbuch vor, die Q betrafen. Hierdurch zeigte Q wieder seine düsteren Charaktereigenschaften, die bei seinen Auftritten in der ersten Staffel noch dominierten, dann aber immer mehr in den Hintergrund getreten waren. Trotz Coreys ursprünglichem Entwurf und Pillers Ergänzungen ist Echevarria in den Credits der Folge als alleiniger Drehbuchautor aufgeführt.
Das Haus von Amanda Rodgers’ Eltern in Kansas und seine Zerstörung durch einen Tornado sind Anspielungen auf Lyman Frank Baums Kinderbuch Der Zauberer von Oz.

### Darsteller
John de Lancie hat hier seinen sechsten von acht Auftritten als Q in Raumschiff Enterprise – Das nächste Jahrhundert. In der fünften Staffel gab es keine Q-Folge, dafür trat er in der sechsten noch in einer zweiten Folge (6.15: Willkommen im Leben nach dem Tode) auf. Zusätzlich hat er einen Auftritt in einer Folge der parallel produzierten ersten Staffel der Spin-off-Serie Star Trek: Deep Space Nine (Folge 1.07 “Q” – Unerwünscht). Eine echte “Q” ist die letzte Folge von Raumschiff Enterprise – Das nächste Jahrhundert, in der Q mit allen Hauptfiguren der Serie interagiert. In den restlichen zwei Folgen ist er nur zusammen mit Picard zu sehen.

### Effekte
Der Effekt des Warpkern-Bruchs wurde mit Blitzlichtern und verdampfendem flüssigem Stickstoff erzeugt.

## Rezeption
Keith DeCandido bewertete Eine echte “Q” 2012 auf tor.com als eine leicht überdurchschnittliche Folge von Raumschiff Enterprise – Das nächste Jahrhundert. Er empfand sie weder als die beste noch als die schlechteste Q-Episode. Ihm gefiel, dass hier Qs eher düstere Eigenschaften erneut betont werden. Ebenso mochte er die Beziehung zwischen Amanda Rodgers und Dr. Crusher. Das Ende fand er zu vorhersehbar, da bereits aus Rikers Versuchung bekannt war, dass die Q-Kräfte zu verlockend sind, um sie nicht einzusetzen, und da ebenso klar war, dass die Hauptfiguren die Tötung von Amanda nicht einfach hingenommen hätten.